# Femslash

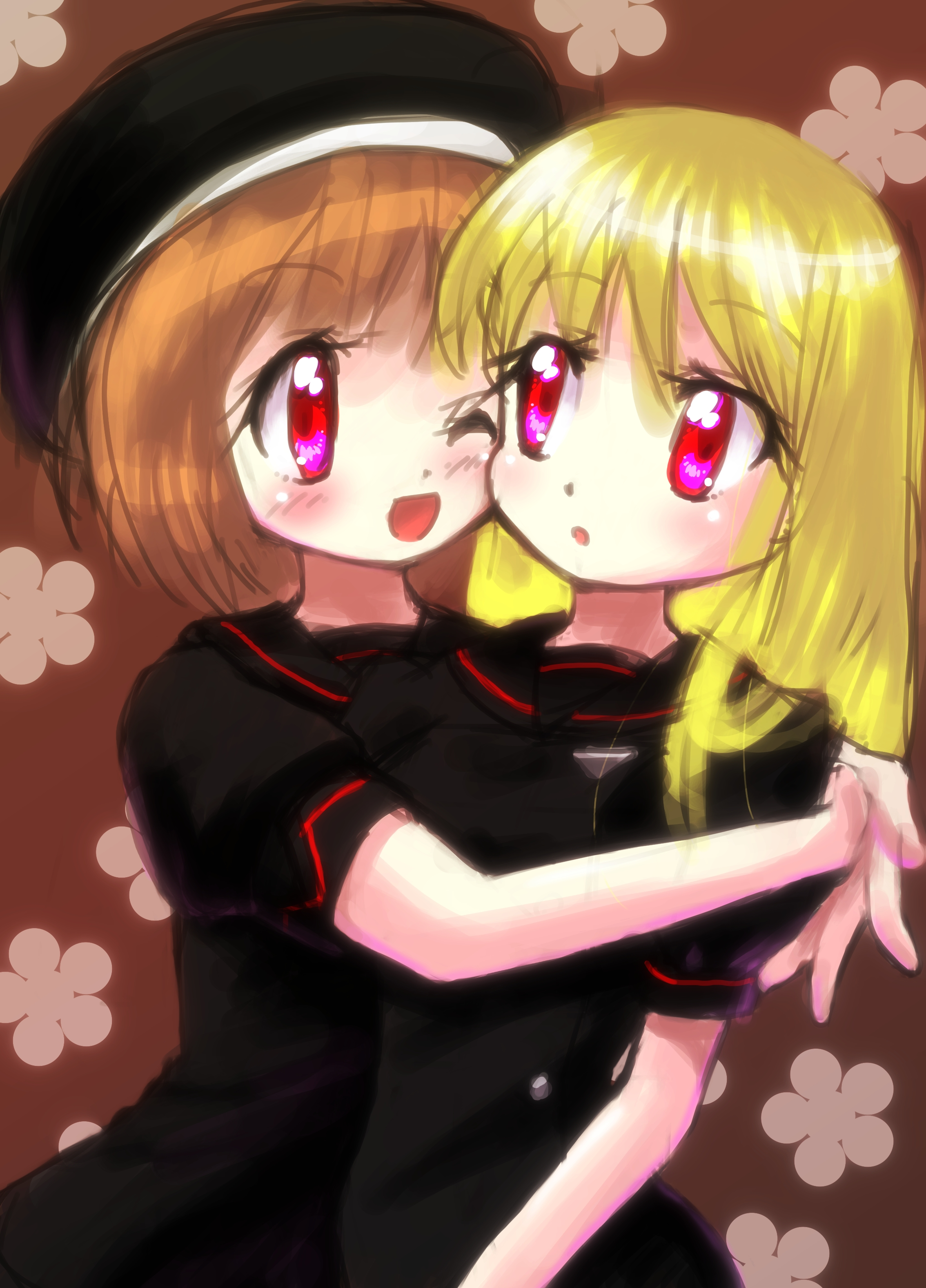
Les obres que representen relacions íntimes entre companyes de l'escola són habituals en el gènere yuri.

El femslash (també conegut com "f/f slash", "f/f", "femmeslash", "altfic" and "sapphic") és un subgènere de la fanficció slash que se centra en les relacions romàntiques i/o sexuals entre personatges de ficció femenins. Normalment, aquests personatges són heterosexuals en l’univers canònic, però sovint també s'inclou sota aquesta etiqueta fan ficció sobre personatges femenins lesbianes o bisexuals.
Tot i la importància del vincle lèsbic entre dos o més personatges, poques vegades es defineix aquest subgènere amb el terme «fanficció lèsbica» o qualsevol altra forma que inclogui paraules derivades de lesbianisme. Els diferents fandoms han fet servir múltiples termes per a referir-se a aquest tipus de ficció a través dels anys, gairebé sempre en anglès. Diverses enquestes en la xarxa mostren que, tot i que hi ha altres termes molt estesos, femslash continua essent la forma més utilitzada. Altres termes molt comuns són:
- Altfic: és un terme que utilitza el fandom de Xena: Warrior Princess[2] gairebé en exclusiva per a referir-se al femslash d’aquesta sèrie.[5]

- Saffic: joc de paraules que combina sapphic (sàfic) i fanfic (fanficció).[6] Apareix a partir de l’any 2000 amb l’objectiu d’alliberar-se de l’hegemonia de la paraula slash i tractar aquestes històries com a una classe de fanficció en si mateixa, no un simple subgènere.

- Yuri: és l'equivalent en l'anime/manga.[7] Se centra en l'orientació sexual o en els aspectes romàntics i emocionals de la relació o, en molts casos, d’ambdues coses. Aquests darrers solen ser anomenats shōjo-ai  pels fans occidentals.[8][9]

Hi ha menys femslash que slash basats en parelles masculines. Per exemple, entre el fandom del Senyor dels anells, només hi ha un nombre reduït d’històries femslash sobre la relació Arwen/Éowyn en comparació amb els slash entre els personatges masculins. S'ha suggerit que les autores slash heterosexuals no acostumen a escriure femslash, i és poc frequent trobar fandoms amb dos personatges femenins que puguin mantenir una relació d’aquest tipus. La relació Janeway/Set és la principal relació femslash d'Star Trek, ja que només elles tenen «una relació a la pantalla plena de profundes connexions emocionals i conflictes».
Per altra banda, es debat si una fan ficció sobre dues lesbianes canòniques, com seria el cas de Willow i Tara a Buffy, la caçavampirs comptaria com a slash. Els arcs narratius al voltant de la seva relació són molt més tímides que les heterosexuals, fet que permet que les hisòries slash amb aquests personatges puguin omplir els punts foscos de la trama. L’aparició d’autors de femslash masculins és «relativament recent», i la seva entrada és, principalment, gràcies al femslash amb Buffy. La major part de les obres d’aquest subgènere són d’autoria femenina.
La sèrie de televisió The L Word va organitzar un concurs al lloc web FanLib.com on els fans podien enviar un fanfic de femme slash. La història del guanyador es va incorporar a una escena d'un episodi de la tercera temporada.